# Францисканский хабит

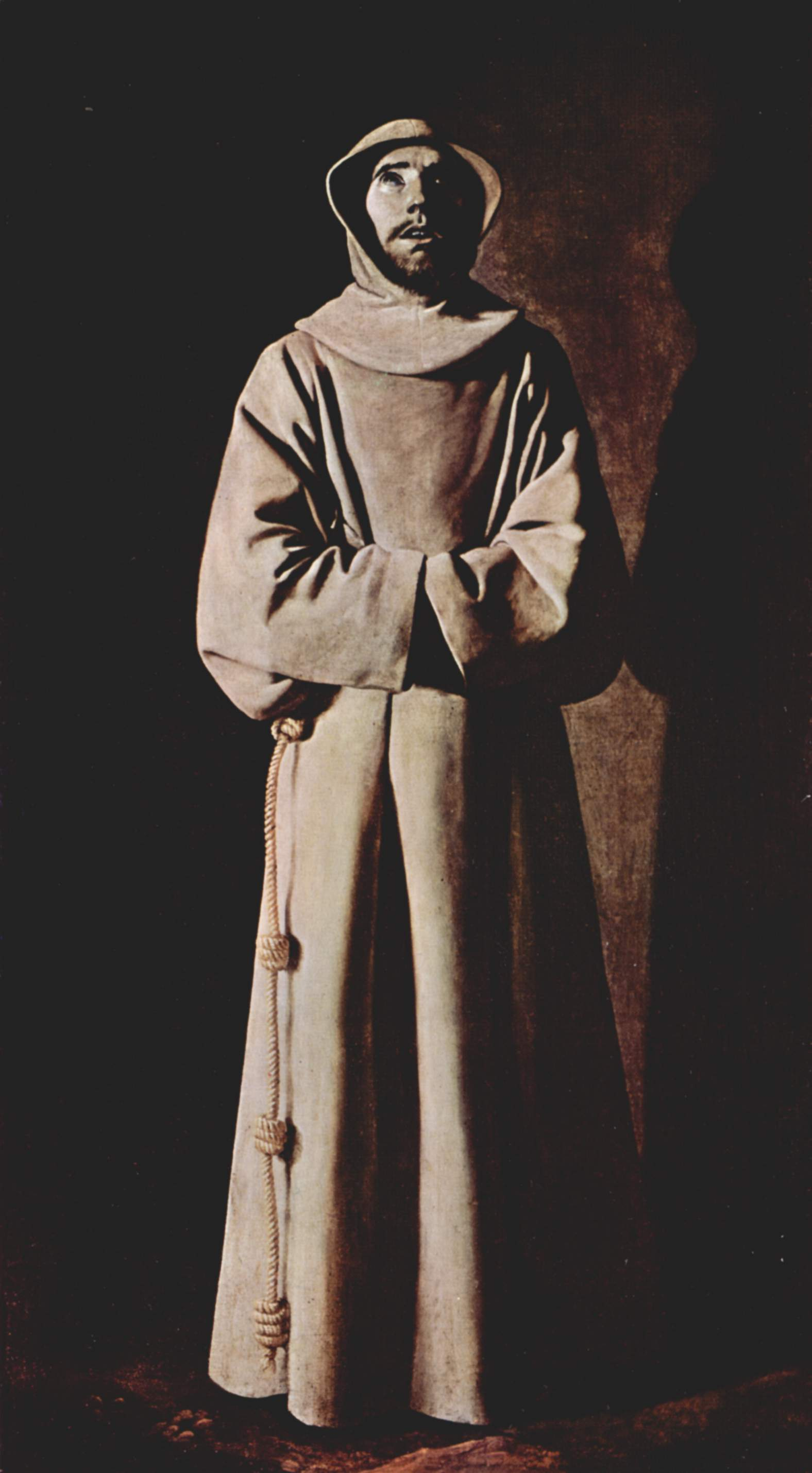
Святой Франциск Ассизский на картине Ф. де Сурбарана

Францисканский хабит — обычное облачение монаха-францисканца состояло из шаперона, манто из грубого сукна, а также пояса из верёвки («дисциплины») с тремя «францисканскими» узлами, к которому привязывали чётки. Кроме того, надевалась обувь в виде сандалий.
Изначально одежда францисканца кроилась в форме креста. На изображениях святого Франциска мы видим обычную одежду францисканцев — робу и верёвочный пояс.
Современная форма францисканского хабита состоит из туники и пелерины с капюшоном. Цвет хабита различается в разных ветвях францисканского ордена; так, у францисканцев-конвентуалов он серого (или чёрного) цвета, а в ордене меньших братьев — коричневого. Францисканский хабит подпоясывается белой верёвкой с тремя узлами, символизирующими 3 монашеских обета.